# Durandal (entreprise)
Pour les articles homonymes, voir Durandal (homonymie).

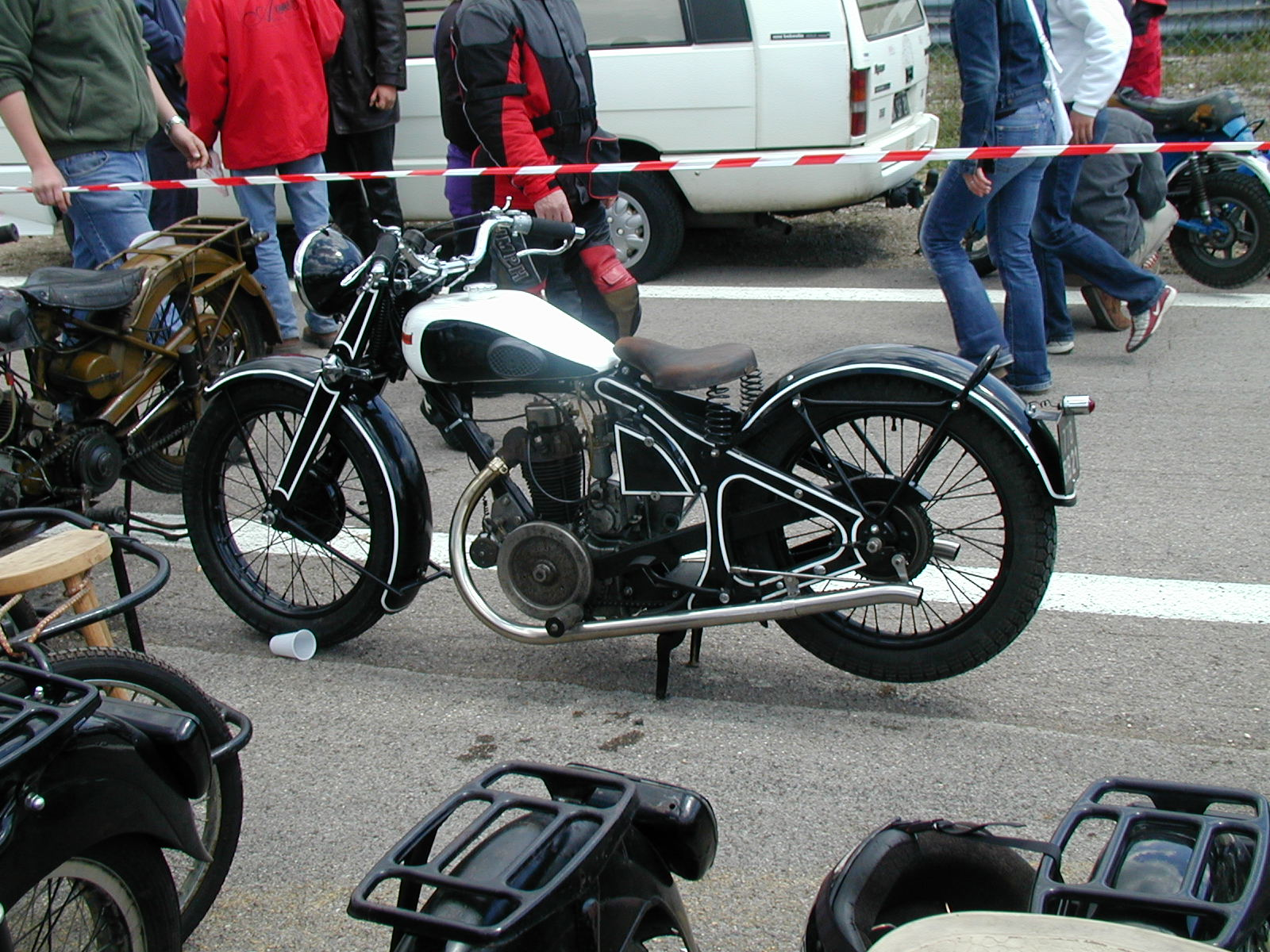
Durandal 350 type D

Durandal était une entreprise de fabrication de motos française, entre 1926 et 1934, fondée à Dijon par Philippe Ulbérich.
Un fabricant de très belles motos, qui ne diffusa que 1 000 exemplaires environ d'une dizaine de modèles.

## Caractéristiques
- Cadre modulaire faisant intervenir la tôle emboutie
- Arrière rigide
- Moteurs Chaise, Harrissard, Rudge, Zürcher, Sturmey-Archer
- 250 à 500 cm³